# Enallagma rua
Enallagma rua – gatunek ważki z rodziny łątkowatych (Coenagrionidae).